# Espen Enger Halvorsen
Espen Enger Halvorsen (* 10. Mai 1990 in Eidsvoll) ist ein ehemaliger norwegischer Skispringer und Nordischer Kombinierer.

## Werdegang
Halvorsen, der für den Eidsvold Vaerk Skiklubb startet, gab sein internationales Debüt im Rahmen des FIS Cups 2006 im schwedischen Örnsköldsvik. Bereits in den ersten beiden Springen sammelte er als 14. erste FIS-Cup-Punkte. Ein Jahr später ging er in Falun ebenfalls im FIS Cup an den Start, konnte aber an die Ergebnisse des Vorjahres nicht anknüpfen. Im August 2009 sprang er beim FIS Cup-Springen in Oberwiesenthal als Achter erstmals unter die besten zehn. Am 11. Dezember des gleichen Jahres kam Halvorsen erstmals im Skisprung-Continental-Cup zum Einsatz, verpasste aber in Vikersund erste Continental-Cup-Punkte als 42. deutlich. Auch in Titisee-Neustadt im Januar sprang er als 37. an den Punkterängen vorbei und scheiterte im ersten Durchgang.
Bei den Nordischen Junioren-Skiweltmeisterschaften 2010 in Hinterzarten erreichte Halvorsen im Einzel von der Normalschanze den 43. Platz. Bei der Norwegischen Nordischen Skimeisterschaft 2011 gewann er im Team Gold, zusammen mit Kim René Elverum Sorsell, Rune Velta und Tom Hilde.
Im Dezember 2011 sprang Halvorsen in Notodden auf den dritten Rang und erreichte damit erstmals einen Podestplatz. Daraufhin kam er im Februar 2012 zu einem erneuten Continental-Cup-Einsatz. Mit Rang 24 in Oslo sicherte sich der Norweger dabei erste Punkte. Nachdem er nur wenige Tage später beim FIS Cup in Sapporo ein weiteres Podium erreicht hatte, wechselte Halvorsen fest in den norwegischen B-Kader und bekam einen sicheren Startplatz im Continental Cup. Im August und September erreichte er in dieser Serie in Kuopio, Lillehammer und Klingenthal ausschließlich Top-20-Platzierungen und gehörte zum Saisonauftakt des Winters 2012/13 in Lillehammer zur nationalen Gruppe bei der Qualifikation zum Springen im Skisprung-Weltcup. Als 42. scheiterte er dabei knapp und verpasste damit sein erstes Weltcupspringen. Zurück im Continental Cup überzeugte er erneut mit Rang 11 im kasachischen Almaty.
In der Folge blieb Halvorsen jedoch oft hinter den Erwartungen zurück und verpasste so den weiteren Vorstoß in Richtung A-Kader. Im Dezember 2014 nahm er erneut an der Qualifikation in Lillehammer teil, scheiterte aber erneut an der Konkurrenz.

## Statistik

### Continental-Cup-Platzierungen
Skispringen
| Saison  | Platz | Punkte |
| ------- | ----- | ------ |
| 2011/12 | 115.  | 007    |
| 2012/13 | 056.  | 165    |
| 2013/14 | 153.  | 009    |

Nordische Kombination
| Saison  | Platz | Punkte |
| ------- | ----- | ------ |
| 2016/17 | 067.  | 028    |